# کافه کوم شیرینیو
کافه کوم شیرینیو یک قهوه پرتغالی است که به آن الکل (شراب، آگواردنت، باگاچو یا مدرونیو) افزوده می‌شود. گاهی، اسپرایت در کنار آن سرو می‌شود. این ترکیب به ویژه در فصول سردتر مورد علاقه است و بهتر است از آن به عنوان تسهیل‌کننده هضم استفاده شود.